# Swanley
Swanley è una cittadina di 20 986 abitanti della contea del Kent, in Inghilterra. Si trova nel distretto di Sevenoaks.

## Storia
Nel 1066 Swanley era composta solo da alcune fattorie e per questo motivo non venne menzionata nel Domesday Book.
Fu nel XIX secolo che Swanley si rivoluzionò grazie all'arrivo della ferrovia. Nel 1887 la cittadina divenne sede dello Swanley Horticultural College e questo portò l'economia locale a svilupparsi intorno all'orticultura.
Nel 1955 Swanley divenne una parrocchia civile e nel 1974 le venne conferito il titolo di città (Town Council). Swanley ha fatto parte del distretto rurale di Dartford fino al 1974.

## Infrastrutture e trasporti
Swanley è servita dalle autostrade M25 e M20 nonché dalla strada A20. Inoltre la strada A2 passa a nord della città.
La stazione dei treni locale serve diverse città tra cui Londra, Dover, Chatham, Canterbury, Maidstone, Ashford e Sevenoaks.
Gli autobus della città assicurano i collegamenti con Dartford, Eltham, Orpington, Sevenoaks, Sidcup e West Kingsdown, nonché con il centro commerciale Bluewater.

## Amministrazione

### Gemellaggi
- Verrières-le-Buisson, Francia